# Fernando León de Aranoa
Fernando León de Aranoa (Madrid, 26 maggio 1968) è un regista e sceneggiatore spagnolo.

## Biografia
Laureato all'Università Complutense di Madrid, Fernando León de Aranoa esordisce alla regia di un lungometraggio cinematografico nel 1996 con il film Familia, di cui è anche autore della sceneggiatura, come per ogni film da lui diretto in seguito, che riceve un'accoglienza molto positiva, raccogliendo svariati premi nei diversi festival internazionali in cui viene presentato, come il premio per il miglior nuovo regista e il premio del pubblico alla Semana Internacional de Cine de Valladolid. Grazie a questa sua opera prima de Aranoa vince il Premio Goya per il miglior regista esordiente e viene candidato per la miglior sceneggiatura originale. 
Si conferma con il successivo Barrio, vincendo la Concha de Plata al miglior regista al Festival internazionale del cinema di San Sebastián e i Premi Goya per il miglior regista e la miglior sceneggiatura originale, e raggiunge un successo ancor maggiore con I lunedì al sole (Los lunes al sol), film trionfatore ai Premi Goya 2003 con cinque riconoscimenti, tra cui quelli per il miglior film e il miglior regista. Nel 2005 scrive e dirige Princesas, candidato a nove Premi Goya, compreso quello per il miglior film, e vincitore dei premi per le due interpreti (Candela Peña come miglior attrice e Micaela Nevárez come miglior attrice rivelazione) e per la canzone di Manu Chao. Nel 2007 partecipa al documentario collettivo Invisibles, insieme a Mariano Barroso, Isabel Coixet, Javier Corcuera e Wim Wenders.

## Filmografia

### Regista e sceneggiatore
- Familia (1996)
- Barrio (1998)
- Caminantes (2001)
- I lunedì al sole (Los lunes al sol) (2002)
- Princesas (2005)
- Invisibles (2007) - episodio Buenas noches, Ouma
- Amador (2010)
- Perfect Day (A Perfect Day) (2015)
- Escobar - Il fascino del male (Loving Pablo) (2017)
- Il capo perfetto (2021)

### Sceneggiatore
- ¡Por fin solos!, regia di Antonio del Real (1994)
- Los hombres siempre mienten, regia di Antonio del Real (1995)
- Corazón loco, regia di Antonio del Real (1997)
- Insomnio, regia di Chus Gutiérrez (1998)
- Cha-cha-chá, regia di Antonio del Real (1998)
- La espalda del mundo, regia di Javier Corcuera (2000)
- La grande vita, regia di Antonio Cuadri (2000)
- Fausto 5.0, regia di Álex Ollé, Isidro Ortiz e Carlos Padrisa (2001)
- La guerrilla de la memoria, regia di Javier Corcuera (2002)

## Riconoscimenti
- Premi Goya
  - vincitore:
    - 1998: miglior regista esordiente – Familia
    - 1999: miglior regista e miglior sceneggiatura originale – Barrio
    - 2003: miglior regista – I lunedì al sole

  - candidato:
    - 1998: miglior sceneggiatura originale – Familia
    - 2003: miglior sceneggiatura originale – I lunedì al sole
    - 2006: miglior sceneggiatura originale – Princesas

- Festival internazionale del cinema di San Sebastián 1998: Concha de Plata al miglior regista – Barrio